# Flusso di Fanno
Il flusso di Fanno è un modello matematico di flusso adiabatico che scorre attraverso un condotto a sezione costante dove non sono trascurati gli effetti dell'attrito. Il nome deriva dall'ingegnere italiano Gino Girolamo Fanno che ne sviluppò il modello.
Sono considerati gli effetti della comprimibilità del fluido, sebbene il modello si applichi anche a flussi incompressibili. Il modello di Fanno è considerato un processo irreversibile a causa degli effetti dell'attrito viscoso, il quale causa un cambiamento delle proprietà del fluido lungo il condotto.
In particolare le ipotesi per considerare il modello attendibile sono:
- moto unidimensionale, ovvero sezione del condotto costante;
- fenomeni di attrito non trascurabili;
- flusso adiabatico;
- assenza di scambio di lavoro con l'esterno;
- gas perfetto, sia termicamente che caloricamente;
- moto stazionario, cioè non dipendente dal tempo.

Per un flusso con un numero di Mach a monte più grande dell'unità che scorra in un condotto sufficientemente lungo, a causa della decelerazione, si può giungere in una condizione di saturazione (o choking). D'altra parte, un flusso con un numero di Mach a monte minore di uno accelererà fino a portarsi in una condizione di saturazione in un condotto sufficientemente lungo. Può essere dimostrato che per flussi di gas caloricamente perfetti il massimo valore dell'entropia si ottiene ad un numero di Mach pari ad uno.

## Teoria
Il modello del flusso di Fanno si basa su un'equazione differenziale che pone in relazione il numero di Mach rispetto alla lunghezza del condotto dMa/dx. Gli altri termini nell'equazione sono il coefficiente di dilatazione adiabatica, γ, il fattore d'attrito di Fanning, f, ed il diametro idraulico, Di:
{\displaystyle \ {\frac {d\mathrm {Ma} ^{2}}{\mathrm {Ma} ^{2}}}={\frac {\gamma \mathrm {Ma} ^{2}}{1-\mathrm {Ma} ^{2}}}\left(1+{\frac {\gamma -1}{2}}\mathrm {Ma} ^{2}\right){\frac {4f}{D_{i}}}dx}
Assumendo il fattore d'attrito costante lungo le pareti del condotto, l'equazione differenziale può essere immediatamente risolta. Bisogna ricordare d'altra parte che il valore del fattore d'attrito può essere difficile da determinare per flussi supersonici e specialmente ipersonici. La relazione risultante è la seguente:
{\displaystyle \ 4{\frac {fL^{*}}{D_{i}}}=\left({\frac {1-\mathrm {Ma} ^{2}}{\gamma \mathrm {Ma} ^{2}}}\right)+\left({\frac {\gamma +1}{2\gamma }}\right)\ln \left[{\frac {\mathrm {Ma} ^{2}}{\left({\frac {2}{\gamma +1}}\right)\left(1+{\frac {\gamma -1}{2}}\mathrm {Ma} ^{2}\right)}}\right]}
dove L* è la lunghezza richiesta perché il flusso sia saturato, assumendo un numero di Mach a monte supersonico. Il membro sinistro dell'equazione è spesso chiamato parametro di Fanno.
Egualmente importante per il modello di Fanno è il rapporto adimensionale della variazione di entropia rispetto al calore specifico a pressione costante, cp:
{\displaystyle \ \Delta S={\frac {\Delta s}{c_{p}}}=\ln \left[\mathrm {Ma} ^{\frac {\gamma -1}{\gamma }}\left(\left[{\frac {2}{\gamma +1}}\right]\left[1+{\frac {\gamma -1}{2}}\mathrm {Ma} ^{2}\right]\right)^{\frac {-(\gamma +1)}{2\gamma }}\right]}
L'equazione precedente può essere riscritta in termini del rapporto tra temperatura statica e temperatura di ristagno, la quale, per un gas caloricamente perfetto, coincide con il rapporto adimensionale tra entalpia statica ed entalpia di ristagno, H:
{\displaystyle \ H={\frac {h}{h_{0}}}={\frac {c_{p}T}{c_{p}T_{0}}}={\frac {T}{T_{0}}}}
{\displaystyle \ \Delta S={\frac {\Delta s}{c_{p}}}=\ln \left[\left({\frac {1}{H}}-1\right)^{\frac {\gamma -1}{2\gamma }}\left({\frac {2}{\gamma -1}}\right)^{\frac {\gamma -1}{2\gamma }}\left({\frac {\gamma +1}{2}}\right)^{\frac {\gamma +1}{2\gamma }}\left(H\right)^{\frac {\gamma +1}{2\gamma }}\right]}
L'equazione precedente può essere riportata su un grafico, chiamato linea di Fanno, che rappresenta il luogo degli stati determinati per una data condizione del flusso sul piano H-ΔS. Nel grafico, la linea di Fanno raggiunge il valore massimo dell'entropia per H = 0,833 ed il flusso è saturato. In accordo con il secondo principio della termodinamica, l'entropia deve necessariamente aumentare in un flusso di Fanno. Questo significa che un flusso subsonico che entra in un condotto con attrito sulle pareti aumenterà il proprio numero di Mach sino a raggiungere la condizione di saturazione. Al contrario, un flusso supersonico diminuirà il proprio Mach, sino a raggiungere la condizione di saturazione.
La linea di Fanno definisce i possibili stati di un gas quando il flusso di massa e l'entalpia sono mantenuti costanti, ma la quantità di moto varia. Ogni punto della linea di Fanno ha un differente valore della quantità di moto e la sua variazione è attribuibile agli effetti dell'attrito.

## Relazioni aggiuntive del flusso di Fanno
Come già specificato, sia la sezione che il flusso di massa sono mantenuti costanti per un flusso di Fanno. Inoltre anche la temperatura di ristagno rimane costante. Di seguito sono indicate le relazioni che esprimono quanto appena indicato, dove con il segno * sono rappresentate le grandezze nella sezione di gola (o saturata o critica), dette critiche, mentre con il pedice 0 le grandezze di ristagno.
{\displaystyle {\begin{aligned}A&=A^{*}={\mbox{costante}}\\T_{0}&=T_{0}^{*}={\mbox{costante}}\\{\dot {m}}&={\dot {m}}^{*}={\mbox{costante}}\end{aligned}}}
Possono essere quindi sviluppate e risolte delle equazioni differenziali per descrivere i rapporti tra le grandezze statiche e critiche nel flusso di Fanno. I rapporti tra le pressioni, densità, temperature, velocità e pressione di ristagno sono i seguenti:
{\displaystyle {\begin{aligned}{\frac {p}{p^{*}}}&={\frac {1}{\mathrm {Ma} }}{\frac {1}{\sqrt {\left({\frac {2}{\gamma +1}}\right)\left(1+{\frac {\gamma -1}{2}}\mathrm {Ma} ^{2}\right)}}}\\{\frac {\rho }{\rho ^{*}}}&={\frac {1}{\mathrm {Ma} }}{\sqrt {\left({\frac {2}{\gamma +1}}\right)\left(1+{\frac {\gamma -1}{2}}\mathrm {Ma} ^{2}\right)}}\\{\frac {T}{T^{*}}}&={\frac {1}{\left({\frac {2}{\gamma +1}}\right)\left(1+{\frac {\gamma -1}{2}}\mathrm {Ma} ^{2}\right)}}\\{\frac {V}{V^{*}}}&={\frac {\mathrm {Ma} }{\sqrt {\left({\frac {2}{\gamma +1}}\right)\left(1+{\frac {\gamma -1}{2}}\mathrm {Ma} ^{2}\right)}}}\\{\frac {p_{0}}{p_{0}^{*}}}&={\frac {1}{\mathrm {Ma} }}\left[\left({\frac {2}{\gamma +1}}\right)\left(1+{\frac {\gamma -1}{2}}\mathrm {Ma} ^{2}\right)\right]^{\frac {\gamma +1}{2\left(\gamma -1\right)}}\end{aligned}}}

## Applicazioni

Uno schema di un ugello supersonico che scarica in un condotto a sezione costante. Le condizioni iniziali sono imposte nella sezione 1. Nella sezione 2 si trova la sezione di gola dell'ugello, dove Ma = 1. La sezione 3 di uscita dal divergente è la sezione di transizione tra il flusso isoentropico ed il flusso di Fanno. Le sezioni 4 e 5 si trovano a monte ed a valle dell'urto normale ed infine la sezione E è la sezione di uscita del condotto.

Il grafico H-S si riferisce alle condizioni descritte dallo schema della figura precedente. Per un flusso isoentropico l'entropia rimane costante (per definizione), perciò le condizioni al punto 1 si spostano verticalmente verso il punto 3. Quindi il flusso segue la linea di Fanno sino a che l'urto normale trasforma il flusso da supersonico a subsonico. Il flusso allora segue nuovamente la linea di Fanno, fino quasi a raggiungere le condizioni di saturazione all'uscita del condotto (punto E).

Confronto tra la linea di Fanno e quella di Rayleigh.

Il modello di flusso di Fanno è spesso usato per la progettazione e l'analisi degli ugelli di scarico: in un ugello il convergente (tratto del condotto dove la sezione diminuisce) od il divergente (tratto del condotto dove la sezione aumenta) sono modellati da un flusso isoentropico, mentre la zona a sezione costante che eventualmente potrebbe trovarsi a valle (ad esempio per ospitare un postbruciatore) è modellato da un flusso di Fanno.
Il flusso di Fanno è stato utilizzato per la prima volta nello spazio circa 10 anni fa, e tramite equazioni numeriche ha fornito il modello con il quale oggi possiamo calcolare le velocità degli anelli più interni di saturno.
Per assegnate condizioni a monte nella sezione 1, come mostrato nelle figure a fianco, si possono calcolare il numero di Mach sulla sezione d'uscita e la collocazione dell'urto normale nella zona a sezione costante. La sezione 2 individua la sezione di gola, dove il numero di Mach è unitario se il flusso è saturato. La sezione 3 individua la sezione di uscita del condotto divergente dove il flusso passa da modello di fluido isoentropico a flusso di Fanno. Con una pressione iniziale sufficientemente elevata, può essere mantenuto un flusso supersonico attraverso la zona a sezione costante. Comunque le figure mostrano un'onda d'urto normale all'interno della zona a sezione costante, la quale perciò imporrà che il flusso transiti dalla porzione supersonica della linea di Fanno a quella subsonica prima di proseguire verso Mach 1. Il movimento del flusso sarà sempre da sinistra verso destra sul diagramma H-ΔS per il secondo principio della termodinamica.
Il modello di flusso di Fanno è estensivamente utilizzato anche in combinazione con il modello di flusso di Rayleigh. Questi due modelli si intersecano sui piani entropia-numero di Mach, che sono molto significativi per molte applicazioni. D'altra parte però, i valori dell'entropia per ciascun modello non sono coincidenti nelle condizioni soniche. La variazione di entropia è nulla a Ma = 1 per ciascun modello, ma ciò vuol dire che la variazione d'entropia dallo stesso punto arbitrario al punto sonico è differente per il flusso di Fanno ed il flusso di Rayleigh. Se i valori iniziali di si ed Mai sono definiti, può essere definita una nuova equazione per l'entropia adimensionale in funzione del numero di Mach. Queste equazioni sono mostrate di seguito, rispettivamente per il modello di Fanno e di Rayleigh:
{\displaystyle {\begin{aligned}\Delta S_{F}&={\frac {s-s_{i}}{c_{p}}}=\ln \left[\left({\frac {\mathrm {Ma} }{\mathrm {Ma} _{i}}}\right)^{\frac {\gamma -1}{\gamma }}\left({\frac {1+{\frac {\gamma -1}{2}}\mathrm {Ma} _{i}^{2}}{1+{\frac {\gamma -1}{2}}\mathrm {Ma} ^{2}}}\right)^{\frac {\gamma +1}{2\gamma }}\right]\\\Delta S_{R}&={\frac {s-s_{i}}{c_{p}}}=\ln \left[\left({\frac {\mathrm {Ma} }{\mathrm {Ma} _{i}}}\right)^{2}\left({\frac {1+\gamma \mathrm {Ma} _{i}^{2}}{1+\gamma \mathrm {Ma} ^{2}}}\right)^{\frac {\gamma +1}{\gamma }}\right]\end{aligned}}}
La figura a fianco mostra la sovrapposizione delle linee di Fanno e di Rayleigh alle condizioni iniziali di si = 0 e Mai = 3. I punti di intersezione sono calcolati eguagliando le nuove equazioni dell'entropia adimensionale tra loro, per mezzo della seguente relazione:
{\displaystyle \ \left(1+{\frac {\gamma -1}{2}}\mathrm {Ma} _{i}^{2}\right)\left[{\frac {\mathrm {Ma} _{i}^{2}}{\left(1+\gamma \mathrm {Ma} _{i}^{2}\right)^{2}}}\right]=\left(1+{\frac {\gamma -1}{2}}\mathrm {Ma} ^{2}\right)\left[{\frac {\mathrm {Ma} ^{2}}{\left(1+\gamma \mathrm {Ma} ^{2}\right)^{2}}}\right]}
È interessante notare che i punti di intersezione si trovano al numero di Mach iniziale dato (Ma = 3) ed al numero di Mach a valle dell'urto per questo stesso valore (Ma = 0,4752, si confronti con una tabella degli urti normali in letteratura). In questi punti un modello di flusso può trasformarsi in un altro.